# Gerrolasius meridionalis
Gerrolasius meridionalis är en tvåvingeart som beskrevs av Hermann 1920. Gerrolasius meridionalis ingår i släktet Gerrolasius och familjen rovflugor. Inga underarter finns listade i Catalogue of Life.